# Goodyera porphyrophylla
Goodyera porphyrophylla är en orkidéart som beskrevs av Rudolf Schlechter. Goodyera porphyrophylla ingår i släktet knärötter, och familjen orkidéer. Inga underarter finns listade i Catalogue of Life.